# 千歳郡
- 令制国一覧 > 北海道 (令制) > 胆振国 > 千歳郡
- 日本 > 北海道 > 石狩支庁 > 千歳郡

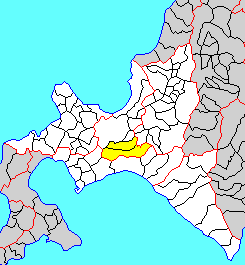
北海道千歳郡の位置（黄：明治期）

千歳郡（ちとせぐん）は、北海道（胆振国）石狩支庁にあった郡。

## 郡域
1875年（明治12年）に行政区画として発足した当時の郡域は、千歳市・恵庭市にあたる。

## 歴史

### 郡発足までの沿革
飛鳥時代から平安時代初期にかけて、後の恵庭市に相当する地域では茂漁古墳群（柏木東遺跡）と呼ばれる群集墳が築かれた。これは江別市の江別古墳群や北東北の末期古墳と同様の古墳で、和同開珎や律令時代の六位以下の位階を示す帯金具などが出土おり、斉明天皇5年（659年）に阿倍比羅夫が政所・郡領を置いた後方羊蹄(しりべし)を千歳郡付近とする説もある（#外部リンク参照。参考:奄美群島の歴史#古代）。また、平安時代に流通していた皇朝十二銭の隆平永宝が現在の恵庭市の茂漁8遺跡から、同じく富寿神宝などが千歳市のウサクマイ遺跡群から出土している。
江戸時代の千歳郡域は東蝦夷地に属し、島松川流域には石狩十三場所のひとつであるシュママップ場所が松前藩によって開かれた。その範囲には現在の恵庭市に相当する地域も含んでおり、幕末ころまで存在した。運上屋では住民の撫育政策であるオムシャも行われた。一方、現在の千歳市に相当する地域にはシコツ場所が開かれていたが、こちらは後に南に隣接するユウフツ場所に編入されている。また、江戸時代初期の万治元年には千歳神社の起源である弁天堂が建立された。
江戸時代後期、国防のため寛政11年千歳郡域は公儀御料（幕府直轄領）とされ、箱館奉行の治世下、文化年間には勇払から千歳に至る千歳越が開削されている。文政4年には一旦松前藩領に復したものの、安政2年再び天領となり仙台藩が警固をおこなった。安政4年には銭函から千歳に至る札幌越新道（千歳新道）の恵庭-千歳間が勇払場所請負人・山田文右衛門によって開削されている。天領時代に開削された千歳越や札幌越新道は後の札幌本道や国道36号の前身にあたる。松浦武四郎は弘化3年のほか安政4年と同5年、千歳を訪れた。戊辰戦争（箱館戦争）終結直後の1869年、大宝律令の国郡里制を踏襲して千歳郡が置かれた。

### 郡発足以降の沿革
- 明治2年

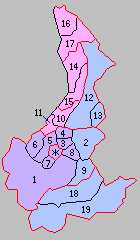
北海道一・二級町村制施行時の千歳郡の町村（18.恵庭村 19.千歳村 青：区域が発足時と同じ市町村）

  - 8月15日（1869年9月20日） - 北海道で国郡里制が施行され、胆振国および千歳郡が設置される。開拓使が管轄。
  - 8月20日（1869年9月25日） - 高知藩の管轄となる（北海道の分領支配）。
- 明治4年8月20日（1871年10月4日） - 廃藩置県により再び開拓使の管轄となる。
- 明治5年（1872年） - 翌年にかけて江戸時代に開削された千歳越や札幌越新道をもとに札幌本道（後の国道36号）が建設された。
  - 4月9日（1872年5月15日） - 全国一律に戸長・副戸長を設置（大区小区制）。
  - 10月10日（1872年11月10日） - 4月に設置された区を大区と改称し、その下に旧来の町村をいくつかまとめて小区を設置（大区小区制）。
- 明治9年（1876年）9月 - 従来開拓使において随意定めた大小区画を廃し、新たに全道を30の大区に分ち、大区の下に166の小区を設けた。

- 第21大区
  - 6小区 ： 千歳村、蘭越村、烏柵舞村、長都村、漁村、島松村

- 明治12年（1879年）7月23日 - 郡区町村編制法の北海道での施行により、行政区画としての千歳郡が発足。
- 明治13年（1880年）3月 - 勇払郡外五郡役所（勇払白老沙流千歳新冠静内郡役所）の管轄となる。
- 明治13年（1880年）3月1日 - 千歳郡各村戸長役場（現・千歳市）が発足。
- 明治15年（1882年）2月8日 - 廃使置県により札幌県の管轄となる。
- 明治19年（1886年）1月26日 - 廃県置庁により北海道庁札幌本庁の管轄となる。
- 明治20年（1887年）6月 - 勇払郡外二郡役所（勇払白老千歳郡役所）の管轄となる。
- 明治22年（1889年）1月 - 札幌郡外四郡役所（札幌石狩厚田浜益千歳郡役所）の管轄となる。
- 明治24年（1891年）3月 - 札幌郡外九郡役所（札幌石狩厚田浜益千歳空知夕張樺戸雨竜上川郡役所）の管轄となる。
- 明治29年（1896年）6月 - 札幌郡外四郡役所（札幌石狩厚田浜益千歳郡役所）の管轄となる。
- 明治30年（1897年）
  - 11月5日 - 郡役所が廃止され、札幌支庁の管轄となる。
  - 千歳郡各村戸長役場から漁村外一村戸長役場（現・恵庭市）が分立。
- 明治39年（1906年）4月1日 - 北海道二級町村制の施行により、漁村・島松村の区域をもって恵庭村（二級村）が発足。（1村）
- 大正4年（1915年）4月1日 - 北海道二級町村制の施行により、千歳村・蘭越村・烏柵舞村・長都村の区域をもって千歳村（二級村）が発足。（2村）
- 大正11年（1922年）8月17日 - 札幌支庁が石狩支庁に改称。
- 大正12年（1923年）4月1日 - 恵庭村が北海道一級町村制を施行。
- 昭和14年（1939年）4月1日 - 千歳村が北海道一級町村制を施行。
- 昭和17年（1942年）5月1日 - 千歳村が町制施行して千歳町（一級町）となる。（1町1村）
- 昭和18年（1943年）6月1日 - 北海道一・二級町村制が廃止され、北海道で町村制を施行。
- 昭和22年（1947年）5月3日 - 地方自治法の施行により北海道石狩支庁の管轄となる。
- 昭和26年（1951年）4月1日 - 恵庭村が町制施行して恵庭町となる。（2町）
- 昭和33年（1958年）7月1日 - 千歳町が市制施行して千歳市となり、郡より離脱。（1町）
- 昭和45年（1970年）11月1日 - 恵庭町が市制施行して恵庭市となる。同日千歳郡消滅。